# Lado visível da Lua

Nomes dos principais mares e crateras do lado visível da Lua.

O lado visível da Lua é o hemisfério da Lua que está permanentemente virado para a Terra e o único visível do planeta, enquanto o outro lado da Lua é chamado de lado oculto da Lua. Apenas esse lado da Lua é visível da Terra porque a Lua tem um período de rotação e translação iguais, uma situação conhecida como rotação síncrona.